# Livingstone Inland Mission
Livingstone Inland Mission (LIM) var ett evangeliskt missionssamfund som verkade i Nedre Kongo (Bas-Congo) och Équateur i dåvarande Fristaten Kongo mellan 1878 och 1884. Samfundet grundades i London 1877 av den brittiske missionsledaren och predikanten Henry Grattan Guinness, som tidigare, i mars 1873, tillsammans med sin fru Fanny hade startat det berömda East London Missionary Training Institute (även kallat Harley College).

## Grundande
Initiativtagare till grundandet av LIM var baptistpastorn Alfred Tilly från Cardiff, en av föreståndarna på English Baptist Missionary Society. Han beklagade sig över de oproportionerliga utgifterna för missionerande i Afrikas kustregioner, medan de inre regionerna förblivit oevangeliserade. Han fick ekonomiskt stöd av de välkända bröderna Cory från Cardiff och uppmanade makarna Guinness att börja mission i det inre av Kongo. James Irvine från Liverpool, som var väl bekant med Västafrika, anslöt våren 1877.
Den Wales-födde journalisten Henry Morton Stanley fick 1871 i uppdrag av Charles Gordon Bennett, ägare till New York Herald, att hitta missionären David Livingstone, som den 19 mars 1866 hade seglat från Zanzibar mot det afrikanska fastlandet. Det var Livingstones tredje resa till Afrika och ett av syftena var att hitta Nilens källa. Ingen hade hört ifrån honom på flera år och det ryktades att han var död. Stanley hittade Livingstone den 10 november 1871 i Ujiji vid den nordöstra stranden av Tanganjikasjön. De blev omedelbart vänner och Stanley stannade i fem månader. Livingstone avled av dysenteri den 1 maj 1873 i byn Old Chitambo i nuvarande Zambia – samma år som Harley College grundades. 

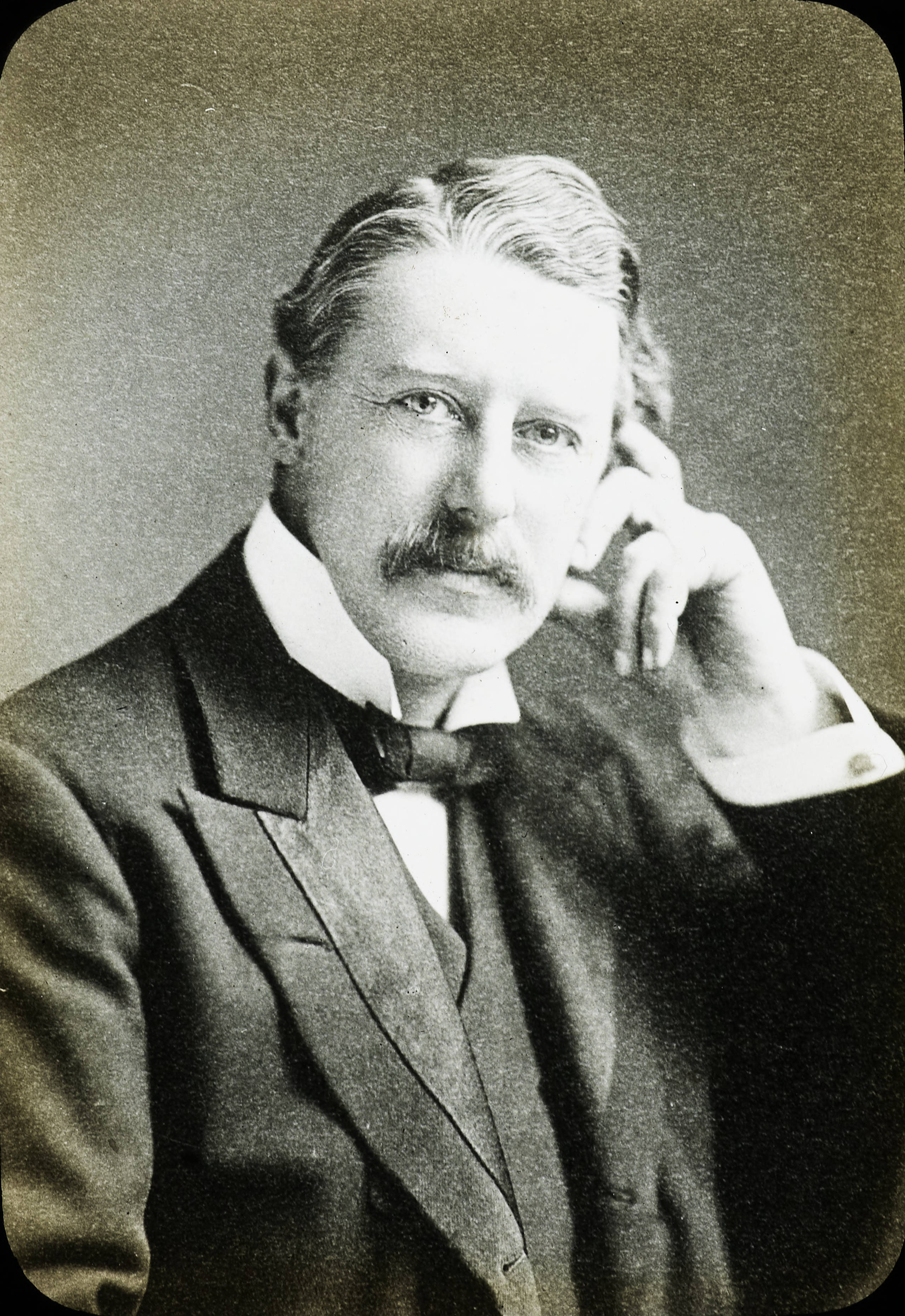
Henry Grattan Guinness, ca 1910.
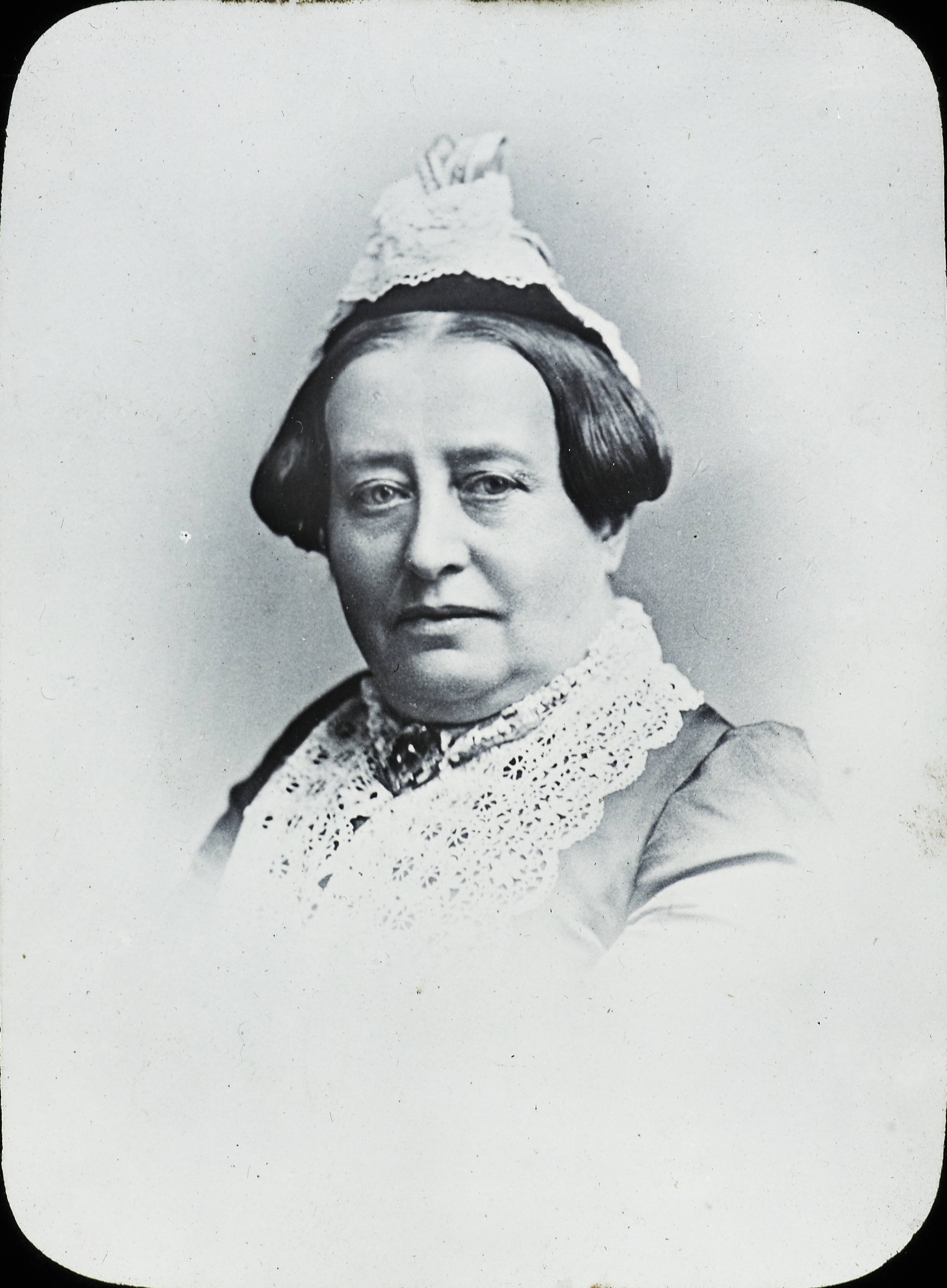
Fanny Grattan Guinness, ca 1890.
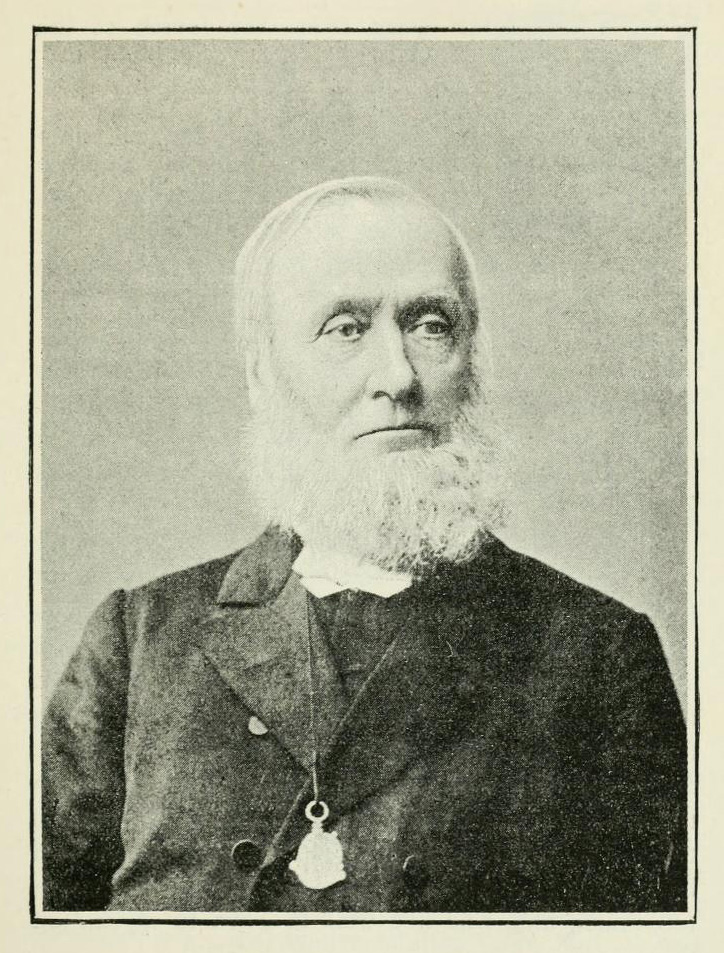
Alfred Tilly.
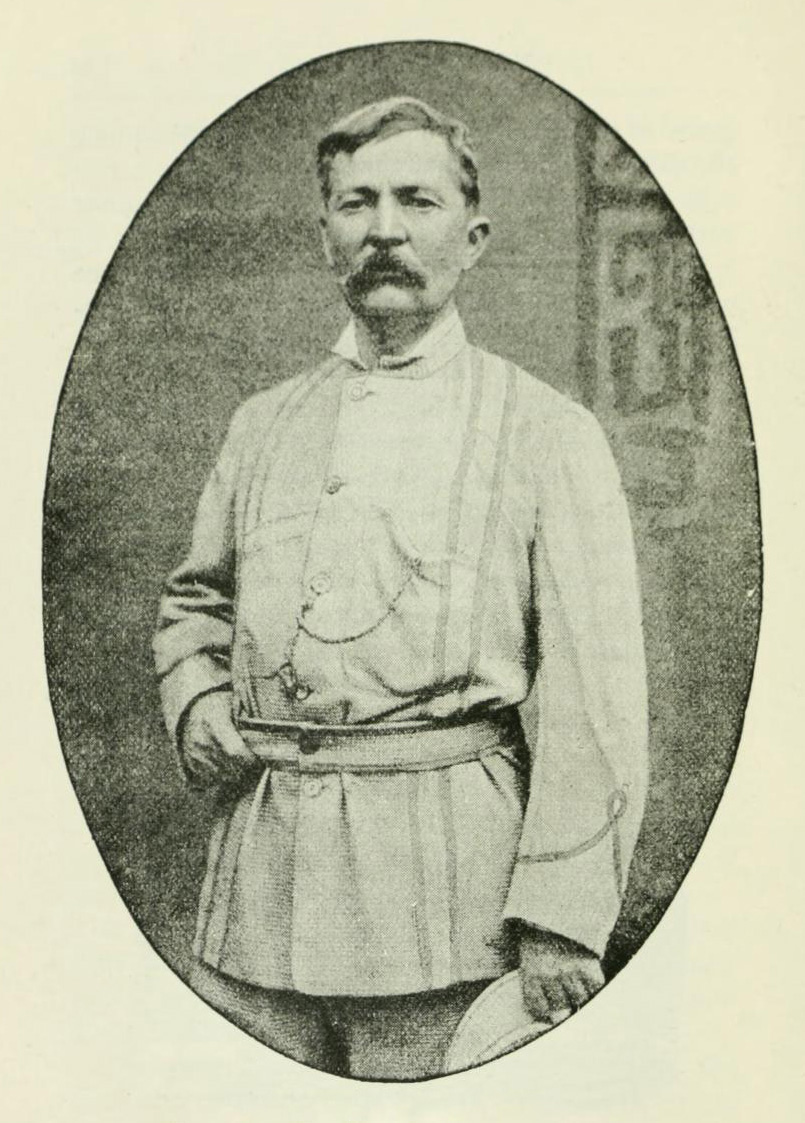
Henry Morton Stanley.
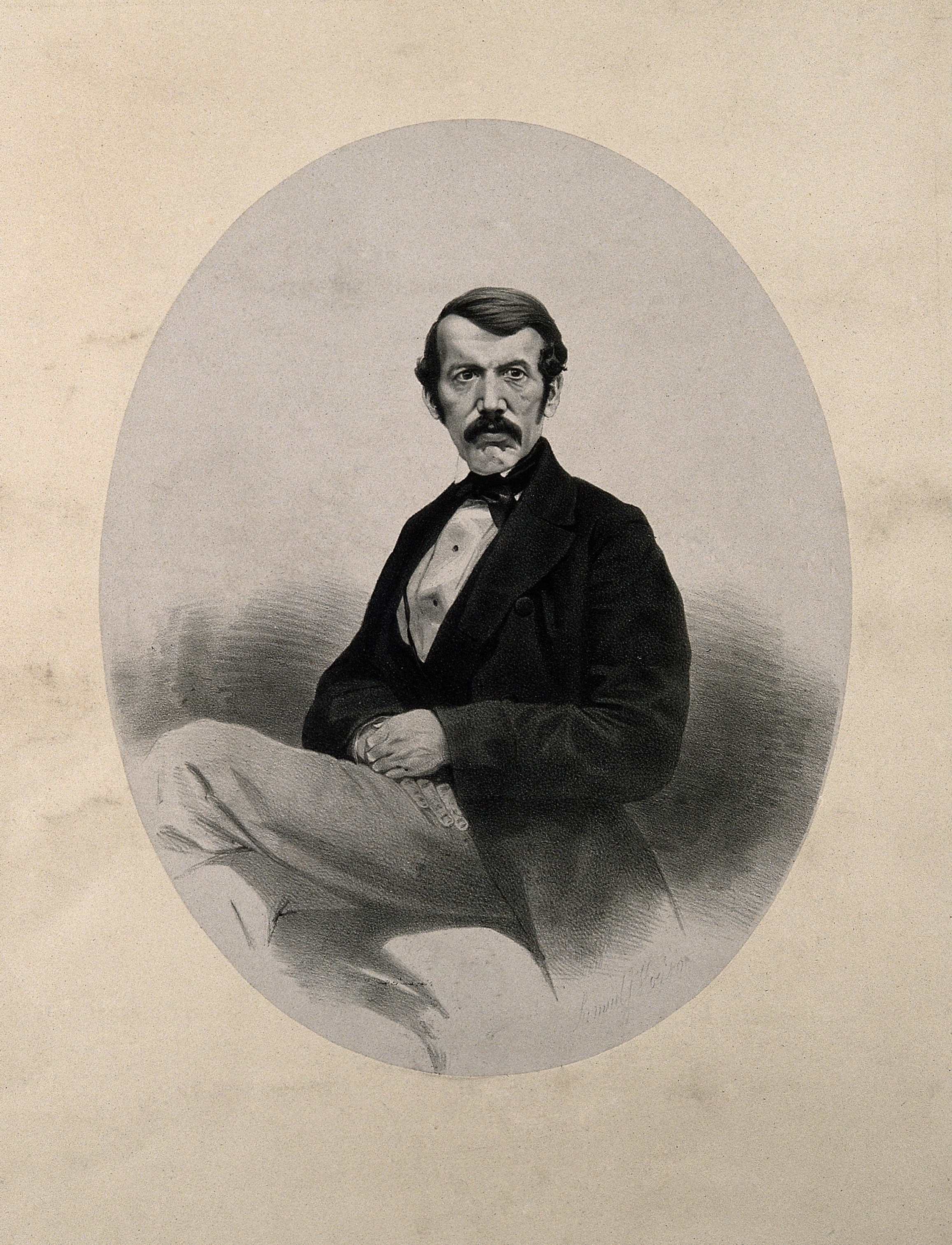
David Livingstone.

Stanley återvände 1874 till Afrika där han följde Kongofloden från dess källa i nordvästra Zambia över hela kontinenten till dess mynning i Atlanten, uppbackad av The Daily Telegraph i London och New York Herald. Den 9 augusti 1877 nådde Stanley hamnen i Boma. På exakt 999 dagar sedan han lämnade Zanzibar hade han korsat den afrikanska kontinenten från öst till väst. Hösten 1877 publicerades Stanleys rapporter i brittiska och amerikanska tidningar och han fick en hjältes välkomnande.
Guinness förstod vikten av Stanleys prestation och tog tillfället i akt. En kommitte bildades och en ny mission grundades med namnet Livingstone Inland Mission. Tilly blev sekreterare, men avgick i oktober 1880 och ersattes av Fanny Grattan Guinness, med uppdraget att bli en del av East London Institute for Home and Foreign Missions.

## Mission
Ett 40-tal missionärer avreste till Kongo mellan 1878 och 1884. De första var pastorn Henry Craven från Liverpool och Strøm, en dansk sjöman. De nådde Banana i februari 1878. De följdes samma år av James Telford, norrmannen Johnsen, dansken Carl (Charles) Petersen och fröken Bosson, Cravens trolovade, som blev den första västerländska kvinna att sätta sin fot i Kongodalen. De följande åren avreste bl.a. Henry Richards och Hugh McKergow 1879; Adam McCall, Charles Harvey, George Lanceley, Joseph Clarke och Mary Richards (den första kvinnliga missionären) 1880; Stephen White och dansken Peter Frederiksen 1881; Carl Johan Engvall 1881; Nils Westlind och Karl Johan Pettersson 1882; läkaren A. Sims och hans sekreterare William Appel 1882, samt John McKittrick 1884.

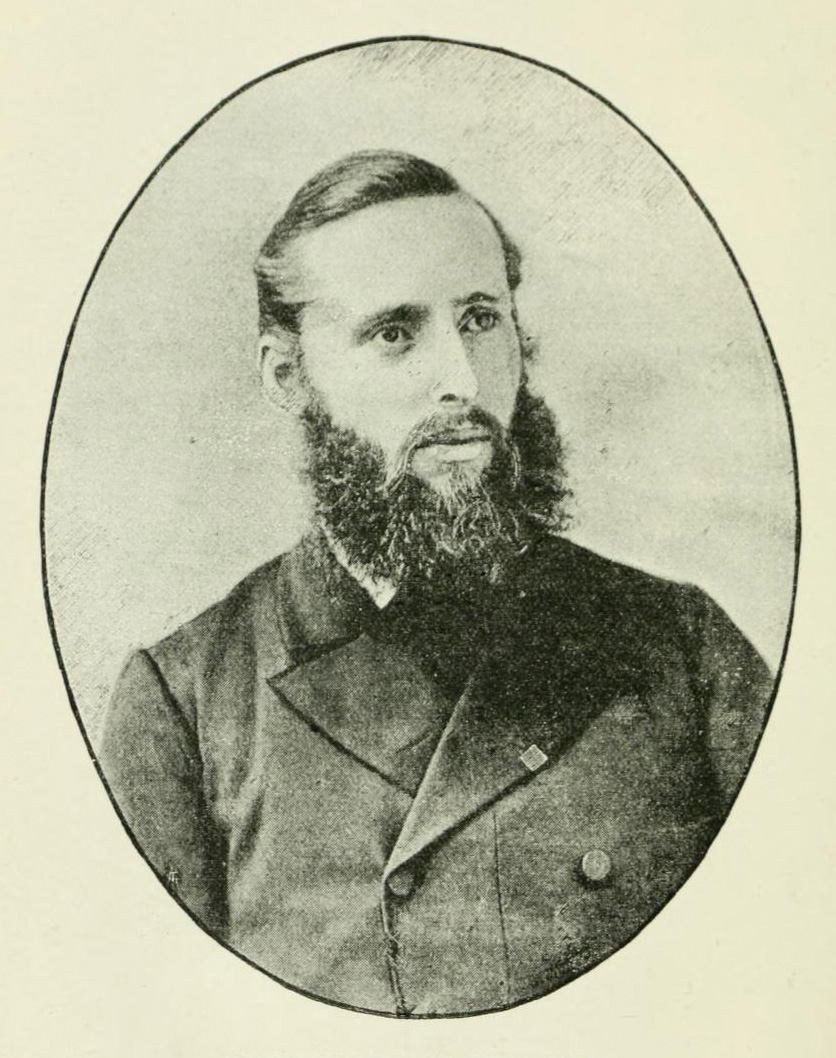
Henry Craven.
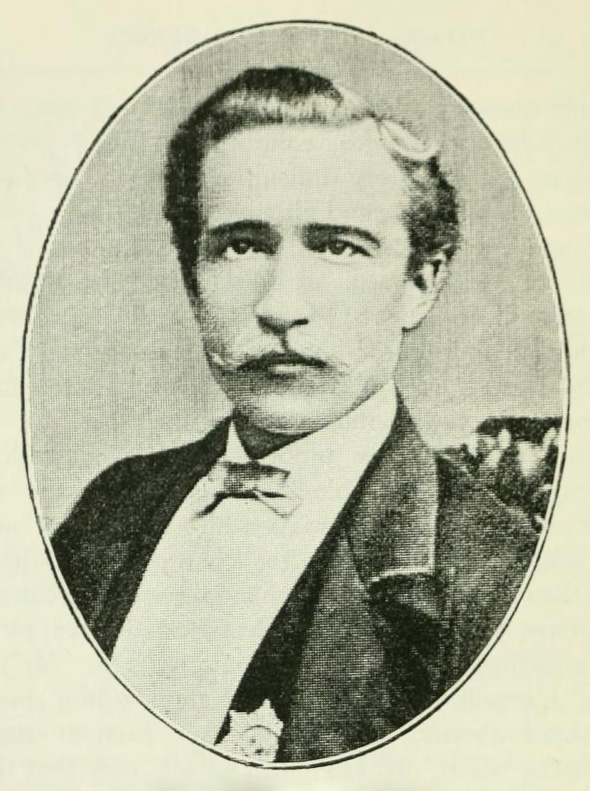
Carl (Charles) Petersen.
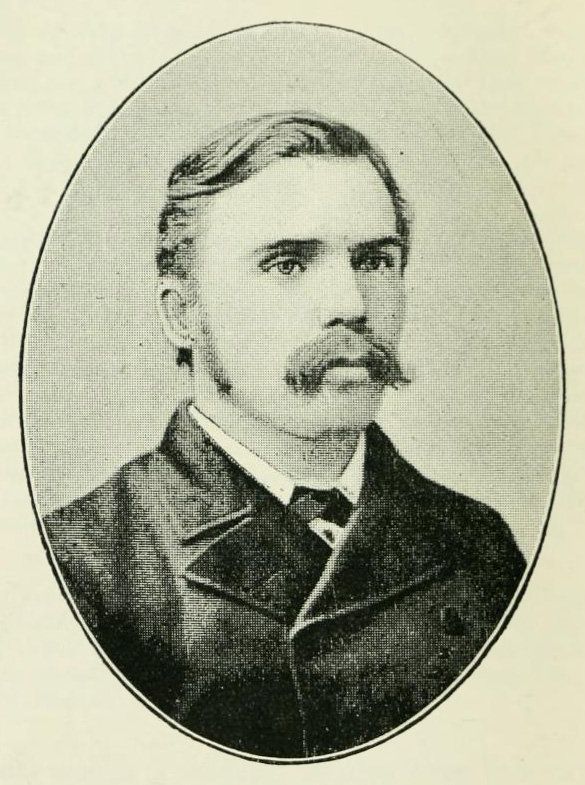
Henry Richards.
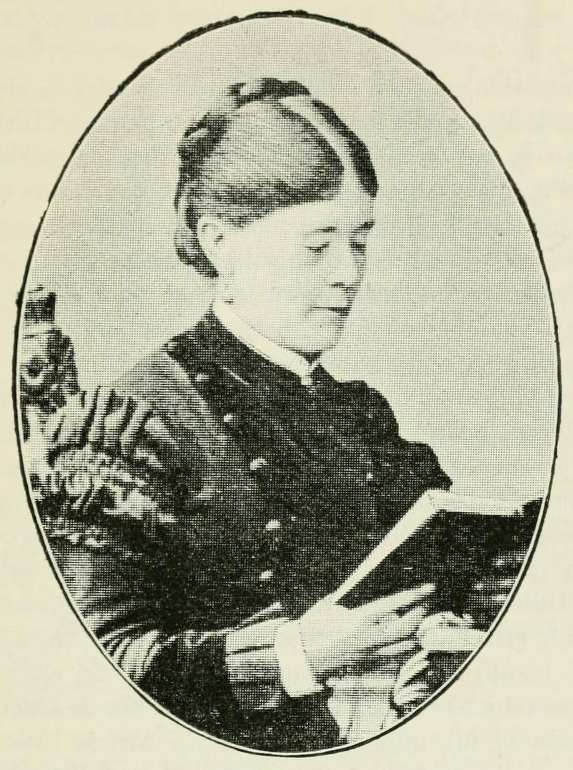
Mary Richards.
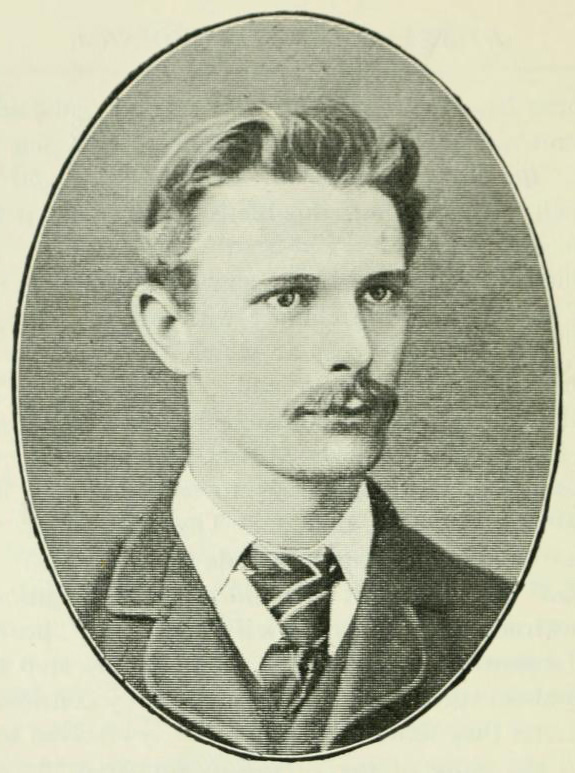
Stephen White.
Peter Frederiksen.

En första station anlades 1878 nedanför Yellala Falls i närheten av Matadi och fick namnet Cardiff efter missionens ursprungsort och var mer tänkt som landningsställe än som missionsstation. Mellan åren 1878 och 1883 anlades sedan 10 missionsstationer, alla på den södra sidan av Kongofloden. Den första var Palabala 1878, på en kulle nordost om Matadi, ca 500 meter över havet, 24 km från Kongofloden. Sedan följde Mbanza Manteka 1879; Matadi Minkanda (mittemot Vivi) och Bemba 1880; Banana 1881; Mukimbungu (nära Itunzuma Falls), Lukunga (mittemot Manyanga) och Mukimvika (Banana missionsstation flyttad till ett bättre läge) 1882; samt Léopoldville (vid Malebodammen) och Equatorville (längre upp längs Kongofloden, nära Wangata) 1883. 
Mukimbungu blev så småningom centrum för Svenska Missionsförbundet (SMF) i dess samarbete med LIM och övertogs slutligen av SMF 1884 som den första stationen inom den svenska kongomissionen. Tre missionsstationer ödelades – Matadi Minkanda av en virvelstorm 1881 samt Bemba och Palabala av en brand 1882. Det bestämdes att inte återuppbygga Matadi Minkanda och Bemba, då det inte fanns resurser till detta.

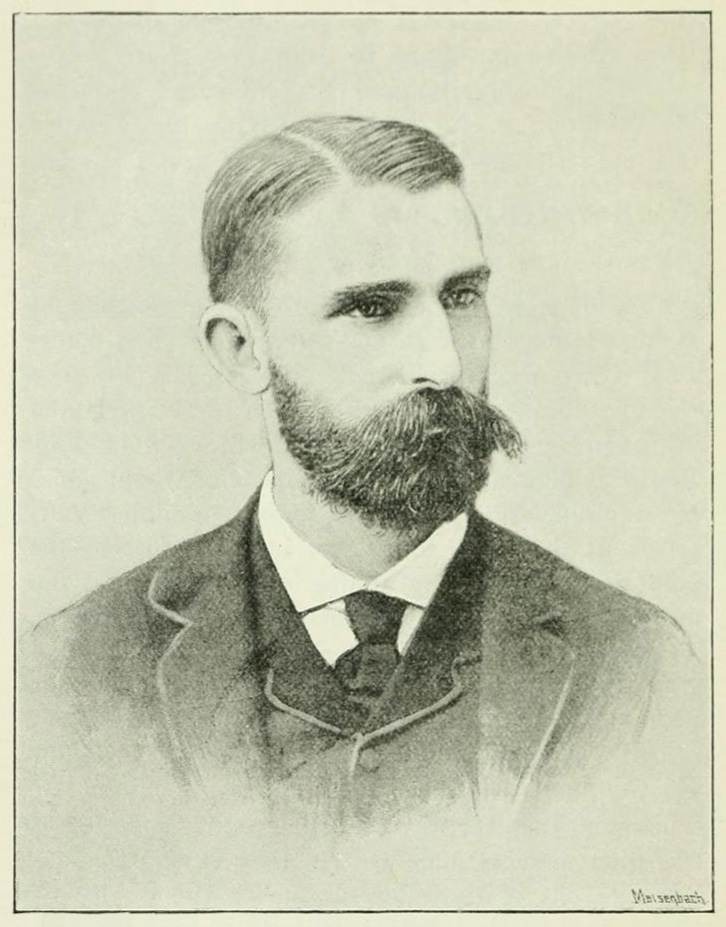
Dr. A. Sims.
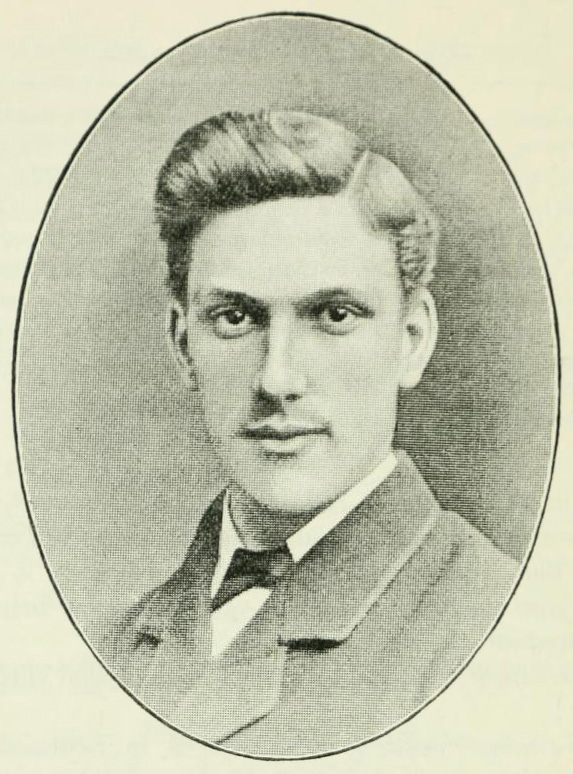
William Appel.
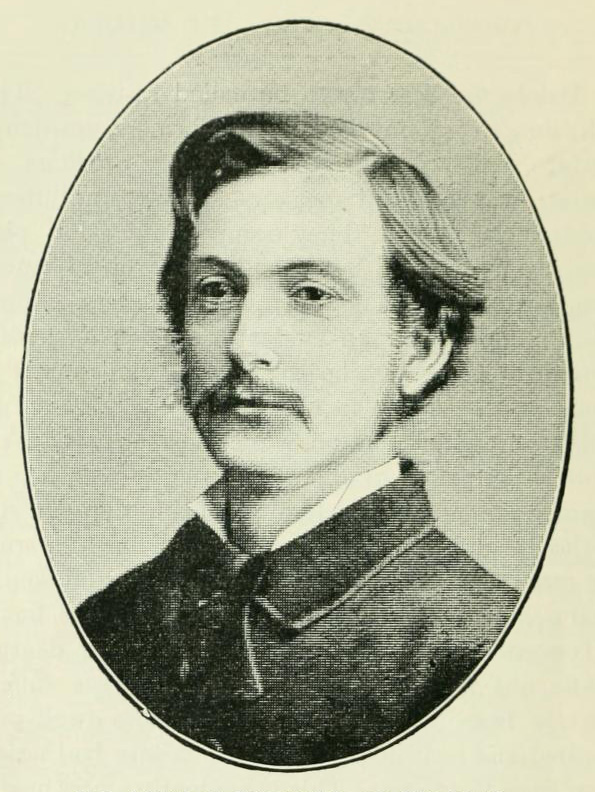
John McKittrick.
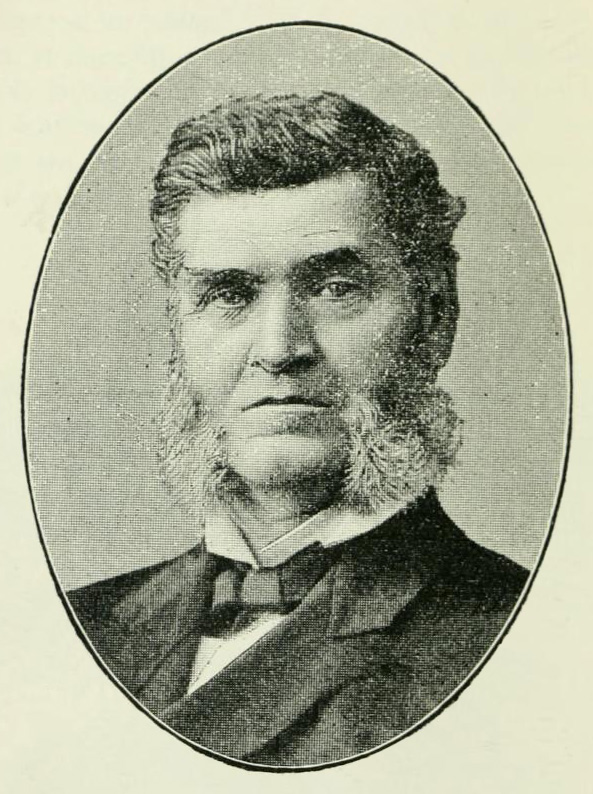
Dr. J. N. Murdock.

Telford dog vid Palabala 1878, som den förste missionär att mista livet i Kongo. Petersen dog vid Mbanza Manteka 1880. McCall dog på Madeira 1880. Mary Richards dog vid Banza Manteka 1881. Hugh McKergow dog vid Palabala missionsstation 1881. George Lanceley dog 1882 mellan Bemba och Malebodammen. William Appel dog vid Banana missionsstation 1882. Engvall insjuknade 1882 och skickades hem. Henry Craven dog i Kabinda 1884.
1884 överlämnades missionen till ABMU (American Baptist Missionary Union eller Amerikanska Baptistmissionssällskapet) med Dr. J. N. Murdock som sekreterare. LIM hade då sju fungerande missionsstationer söder om Kongofloden – Palabala, Banza Manteka, Mukimbungu, Mukimvika, Lukunga, Léopoldville och Equatorville. Banana missionsstation hade flyttats till Mukimvika, medan Matadi Minkanda och Bemba hade övergivits. I samband med överlämnandet slöts en överenskommelse om att SMF skulle driva en oberoende mission vid Mukimbungu bekostad med egna medel.
Sju år hade förflutit sedan de första missionärerna anlände till Banana 1878. Nu fanns ungefär hälften kvar, tjugo missionärer, varav fyra var gifta. Några hade kallats hem p.g.a. sjukdom eller olämplighet. Andra hade gått i pension eller avlidit i Kongo. De som var kvar i Kongo var bl.a. makarna Craven, Clarke, Ingham och White; Dr. Sims, Harvey, Richards, Frederiksen, Westlind och Pettersson.

## McCall-expeditionen
I mars 1880 startade Adam McCall en expedition för att först resa den segelbara delen av Kongofloden, 160 km uppströms till Yellala Falls, sedan tvinga sig uppför en 372 km lång sträcka bestående av forsar och vattenfall med mål att nå Malebodammen (tidigare Stanley Pool). McCall kom från Leicester, var arkitekt och lantmätare till yrket och hade tidigare mellan 1872 och 1878 färdats mellan 2 400 och 3 200 mil i Afrika, de två sista åren i Sydafrika. Fyra andra missionärer deltog i expeditionen – Hugh McKergow, Charles Harvey, George Lanceley och Joseph Clarke. McKergow befann sig redan i Kongo.

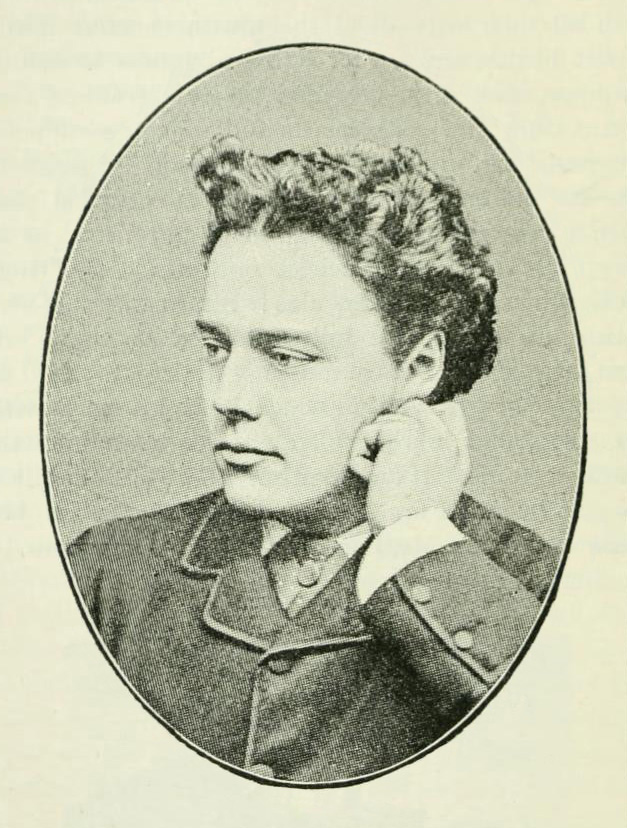
Adam McCall.
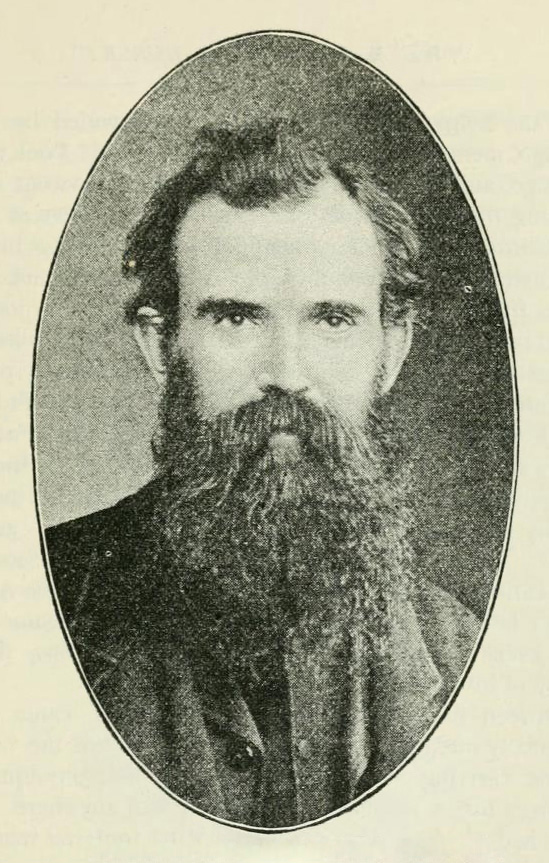
Charles Harvey.
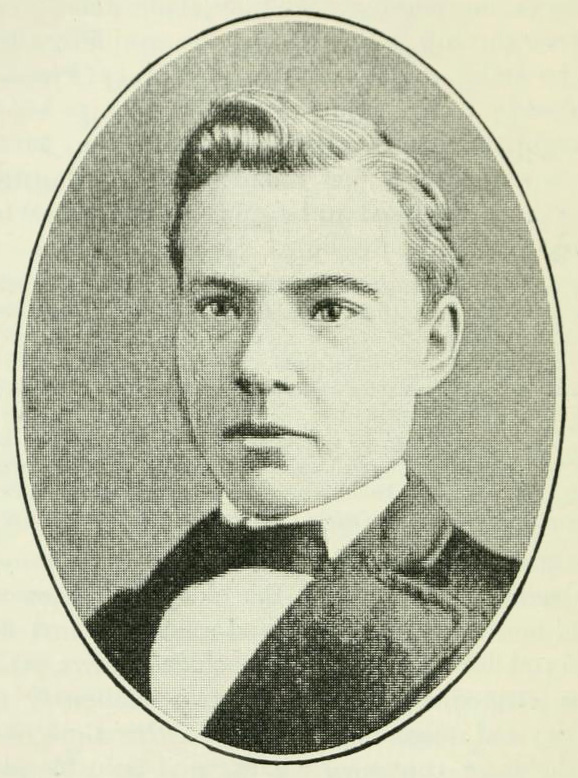
George Lanceley.
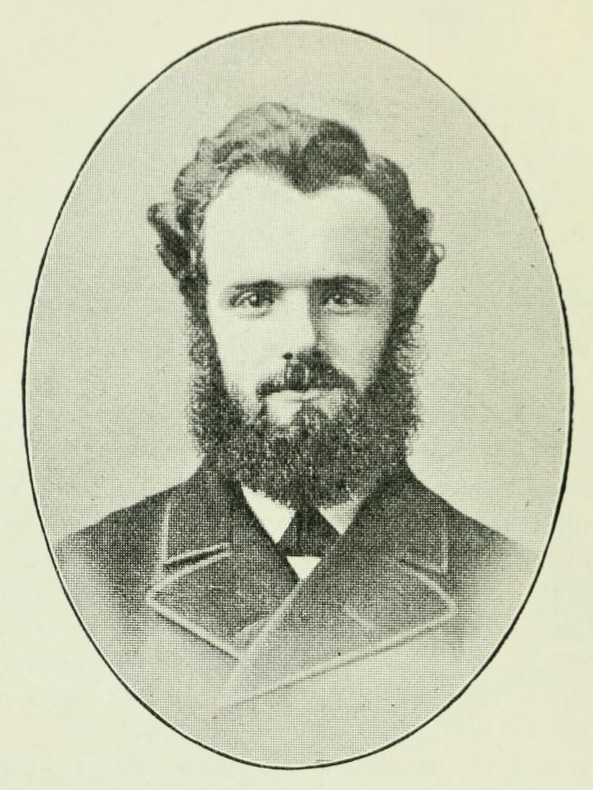
Joseph Clarke.

Avresan skedde från England med det mindre ångfartyget Vanguard från The West African Steamship Company, som till skillnad från de större ångfartygen hade plats för 4-5 passagerare. I slutet av april anlände Vanguard till Banana. Med stor svårighet kom expeditionen så långt som till Bemba i slutet av oktober, då regnet började och hindrade alla ytterligare framsteg.
McCall lämnade Banana den 8 oktober. Han hade då drabbats av hepatit, men insåg inte hur sjuk han var. Han såg tvärtom fram emot en kort vistelse hemma i England för att övervaka bygget av den nya flodångaren Henry Reed och sedan återvända till Kongo. Han dog under hemresan den 25 november på Madeira.

## SMF
Svenska Missionsförbundet (senare Svenska Missionskyrkan) beslöt 1880 att börja mission i Kongo. De första åren samarbetade man med Livingstone Inland Mission och Mukimbungu missionsstation blev så småningom centrum för SMF.  De missionärer som verkade under denna tid var Carl Johan Engvall, Nils Westlind och Karl Johan Pettersson. Under åren 1881-1911 sändes över 100 missionärer till Kongo. Man arbetade bl.a. med att utarbeta ett skriftspråk för kikongo och översätta Bibeln till detta språk.

Carl Johan Engvall.
Nils Westlind.
Karl Johan Pettersson.

## Livingstone
I början av 1881 hade LIM anlagt ett antal missionsstationer i Nedre Kongo (området fram till Malebodammen). Det var nu tydligt att en ångbåt var nödvändig för att betjäna sträckan mellan Banana och Matadi. Den 9 mars sjösattes den 12 meter långa flodångaren Livingstone på Themsen (byggd vid Forrest's Yard, Limehouse) och skeppades sedan på fartyget Corisco till hamnstaden Banana med fyra LIM-missionärer ombord – Charles E. Ingham, George Angus, Waters och skotten Smith. Den 6 maj gjorde hon sin jungfrufärd på Kongofloden. 

## Henry Reed

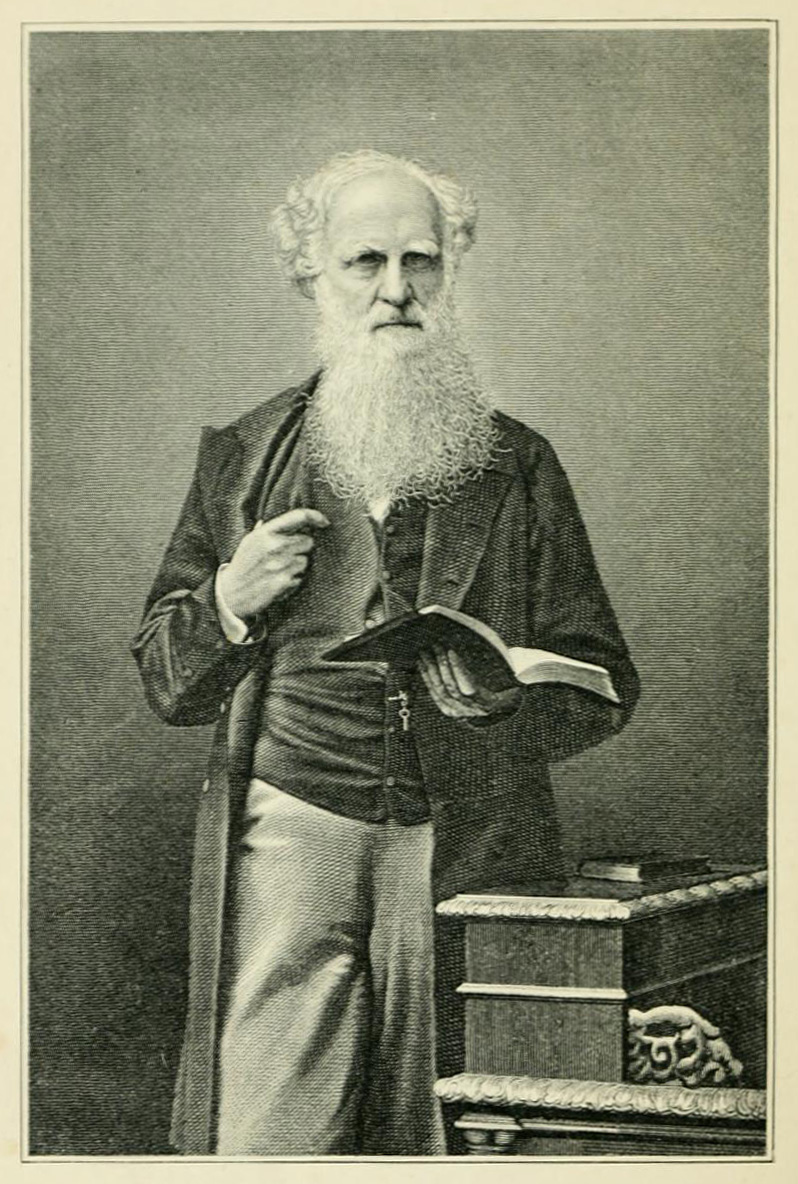
Henry Reed från Tasmanien.

För att betjäna Övre Kongo behövdes ytterligare en ångbåt och en som var betydligt större än Livingstone. Vid Themsens strand hade man därför i slutet av 1881 påbörjat bygget av Henry Reed, en 22 meter lång vedeldad flodångare, uppkallad till minne av den engelske köpmannen och evangelisten Henry Reed från Tasmanien, som hade gått bort 1880 och som hade haft ett djupt intresse i Afrika och missionen. Hans änka hade finansierat den nya flodbåten som 1883 skeppades till Rotterdam i sektioner och där lastades på ångbåten Afrikaan med destination Banana. Från Tunduwa, väster om Matadi, bars sektionerna sedan längs med Kongofloden upp till Malebodammen (tidigare Stanley-Pool) av 1 000 bärare och nådde Léopoldville missionsstation i april 1883. Efter sammansättning lanserades hon den 24 november och den första resan gick i slutet av året till Equatorville (Wangata).